# Vittorio De Zanche
Vittorio De Zanche (Caselle, 23 giugno 1888 – Portogruaro, 14 aprile 1977) è stato un vescovo cattolico italiano.

## Biografia
Nacque a Caselle il 23 giugno 1888.
Il 26 luglio 1913 fu ordinato sacerdote per la diocesi di Padova dal vescovo Luigi Pellizzo.
Il 28 settembre 1928 fu nominato rettore del seminario maggiore di Padova.
Il 9 agosto 1940 fu eletto vescovo della diocesi di Montefeltro. Ricevette la consacrazione episcopale il successivo 24 ottobre per l'imposizione delle mani del vescovo Carlo Agostini, coconsacranti i vescovi Giovanni Battista Girardi e Guido Maria Mazzocco.
Recuperò il seminario di Pennabilli ed edificò il nuovo episcopio.
Il 23 settembre 1949 fu nominato vescovo della diocesi di Concordia, diocesi che il 12 gennaio 1971 mutò il titolo in Concordia-Pordenone.
Realizzò la cappella sepolcrale dei vescovi diocesani nella navata sinistra del duomo di Portogruaro, la colonia diocesana di Bibione e la Casa della Madonna Pellegrina di Pordenone.
Dotò il seminario di Pordenone di un solenne ingresso e di nuovi locali.
Si adoperò per l'istituzione della provincia di Pordenone.
Si spense a Portogruaro il 14 aprile 1977 all'età di 88 anni. È sepolto nella tomba dei vescovi nel duomo di Portogruaro.

## Genealogia episcopale e successione apostolica
La genealogia episcopale è:
- Cardinale Scipione Rebiba
- Cardinale Giulio Antonio Santori
- Cardinale Girolamo Bernerio, O.P.
- Arcivescovo Galeazzo Sanvitale
- Cardinale Ludovico Ludovisi
- Cardinale Luigi Caetani
- Cardinale Ulderico Carpegna
- Cardinale Paluzzo Paluzzi Altieri degli Albertoni
- Papa Benedetto XIII
- Papa Benedetto XIV
- Papa Clemente XIII
- Cardinale Bernardino Giraud
- Cardinale Alessandro Mattei
- Cardinale Pietro Francesco Galleffi
- Cardinale Giacomo Filippo Fransoni
- Cardinale Carlo Sacconi
- Cardinale Edward Henry Howard
- Cardinale Mariano Rampolla del Tindaro
- Cardinale Rafael Merry del Val
- Arcivescovo Andrea Giacinto Longhin, O.F.M.Cap.
- Patriarca Carlo Agostini
- Vescovo Vittorio De Zanche

La successione apostolica è:
- Vescovo Angelo Tarantino, F.S.C.I. (1959)